# Хосода, Мамору
Мамору Хосода (яп. 細田 守 Хосода Мамору, род. 19 сентября 1967 года, Камиити, уезд Наканиикава, префектура Тояма, Япония) — японский режиссёр и сценарист анимационных фильмов. Лауреат международных и национальных фестивалей. 
Дебютом Хосоды стал мультфильм по франшизе Digimon, где он не имел никакого творческого контроля. Затем Хосода перешёл на студию Madhouse, где выпустил свою первую авторскую картину, экранизацию романа «Девочка, покорившая время», получившую многочисленные премии и широкое признание аудитории в Японии. К  следующему мультфильму, «Летние войны», он написал сценарий сам и в дальнейшем принимал активное участие в работе над сценариями всех своих аниме. «Летние войны» также получили множество наград и блестящие отзывы на фестивалях. Для съёмок мультфильма «Волчьи дети Амэ и Юки», Хосода основал студию Chizu. Его картина «Мирай из будущего» была номинирована на премию «Оскар» и показана на Каннском кинофестивале, что открыло Хосоду широкой международной публике. Мультфильм «Красавица и дракон» также был тепло принят зрителями и получил многочисленные награды.
Хосода чаще всего работает в жанрах фэнтези и фантастики. Он известен быстрым монтажом сцен с действием, применением CGI вместе с ручной рисовкой, тщательной работой над задниками и саундтреком, а также постоянным обращением к теме семьи в сюжетах своих фильмов.

## Биография

### Ранние годы
Родился в небольшом провинциальном городке в семье инженера-железнодорожника. С детства много рисовал, первые свои мультфильмы снял на третьем году обучения в средней школе на 8-миллиметровой плёнке. В первом классе старшей школы победил в конкурсе для молодых аниматоров, организованном студией Toei Animation, и получил приглашение на работу от Такэси Тамии, но отказался от предложения, так как хотел сдать экзамены. Учился живописи в Колледже искусств города Канадзава, во время учёбы начал снимать фильмы вместе с одноклассниками. После окончания учёбы Хосода пытался поступить на курсы Studio Ghibli, но получил отказ письмом от Хаяо Миядзаки, в котором тот написал: «Если мы вас возьмём, ваш талант пропадёт впустую».
Хосода не мог найти работу, ему пришлось обратиться к продюсеру Toei Тамии, который устроил его в студию аниматором в 1991 году. Он участвовал в съёмках фильмов и сериалов Tooi Umi Kara Kita Coo, Dragon Ball Z (1993), Dragon Ball Z: Broly – The Legendary Super Saiyan. Также в это время Хосода впервые занялся раскадровкой: он работал над тремя сериями Juuni Senshi Bakuretsu Eto Ranger студии Shaft и над Rurouni Kenshin: Tsuioku Hen. По собственным словам, Хосода многому научился у аниматора Такааки Ямаситы, который пригласил его на роль фазовщика в пятой серии OVA Crying Freeman всего через год после начала работы. Хосода подружился со многими коллегами, они много играли в Virtua Fighter и тратили около 5000 иен в день на аркадные автоматы.

### Начало режиссёрской карьеры
После успеха «Сейлор Мун» студия запустила проект «Юная революционерка Утэна», где Хосода работал над раскадровкой под псевдонимами Кацуё Хасимото и Тиаки Сираи, причём из-за стресса у него начали выпадать волосы. Следующей работой Хосоды стал GeGeGe no Kitarou, причём с 38-й серии он стал ассистентом режиссёра, а с 94-й — режиссёром, ответственным в том числе за оценку работы сэйю. Это аниме также открыло для него возможности цифровой анимации. Следующим проектом Хосоды был Himitsu no Akko-chan 3, после чего продюсер этого аниме Хироми Сэки предложила ему режиссёрское кресло Digimon Adventure. Во время работы над этим фильмом Хосода изменил дизайн Греймона и Агумона, получив согласие Bandai, а также посетил несколько предлагаемых к сдаче квартир под видом потенциального арендатора, чтобы понять, как выглядят квартиры семей с детьми. Затем он снял ещё несколько фильмов во вселенной Digimon, включая Digimon Adventure: Our War Game!, собравшего в прокате 2,6 млрд иен и ставшего вторым в истории полностью цифровым аниме после «Мои соседи Ямада».
Благодаря успеху Our War Game! Хосода получил в Studio Ghibli должность режиссёра фильма «Ходячий замок», но через полгода был уволен; историк анимации Чарльз Соломон объясняет это тем, что Хосода был молод и только устроился в студию, и аниматоры Studio Ghibli не желали работать под его началом. В это время его мать, жившая в Тояме, тяжело заболела, из-за чего Хосода взял отпуск и поехал в родной город, но дядя убедил его вернуться в Токио и продолжить заниматься карьерой. Хосода устроился обратно в Toei и занялся четвёртым сезоном Magical DoReMi, Ojamajo Doremi Dokkān!, а также работал над вступительной заставкой аниме Spiral: The Bonds of Reasoning под псевдонимом Кацуё Хасимото. Работы, сделанные под псевдонимами, позволили Хосоде оплачивать лечение матери.
Следующими его проектами стали рекламные ролики для компаний Louis Vuitton и Roppongi Hills, ролик для игры Slime Mori Mori Dragon Quest: Shōgeki no Shippo Dan и три серии Ashita no Nadja. Затем менеджмент направил Хосоду спасти проект One Piece: Baron Omatsuri and the Secret Island, удачно показавший себя в прокате, после чего по приглашению Масао Маруямы он перешёл в Madhouse. Хосода и Маруяма обсуждали экранизации различных произведений, от опер Вагнера до манги, и, хотя Маруяме понравилась идея Хосоды об экранизации научно-фантастического романа Ясутаки Цуцуи 1967 года «Девочка, покорившая время», он предложил в качестве подготовки открывающую заставку сериала «Самурай Чамплу», над которой Хосода снова работал под псевдонимом Кацуё Хасимото. На съёмках Хосода познакомился с продюсером Юитиро Сайто, с которым затем много работал.

### «Девочка, покорившая время» и «Летние войны»
Начав постановку экранизации «Девочки, покорившей время», Хосода и сценаристка Сатоко Окудэра несколько изменили историю, добавив в неё бейсбольные матчи и сделав троицу главных персонажей более глубокими и современными, а также изменив им внешность и часть сценария, что одобрил автор романа. В экранизации 1983 года режиссёр Нобухико Обаяси также изменил мотивацию героя Кадзуо (Тиаки): у него Кадзуо возвращается в XXI век, чтобы собрать исчезнувшие в его время растения, что продиктовано переживаниями 1980-х, а Хосода дал ему желание увидеть уничтоженную картину. В поисках картины режиссёр обратился к выпускнику Колледжа искусств Канадзавы Масато Мацусиме, который теперь работал куратором в Токийском национальном музее; тот отобрал 20 анонимных работ, включая «Белые цветы умэ, две камелии и хризантему» (яп. 白梅ニ椿菊図), ставшую в фильме тем самым уничтоженным произведением.
Аниме «Девочка, покорившая время» вышло в 2006 году, став первым фильмом Хосоды-режиссёра. Изначально Toei планировала показы лишь в шести кинотеатрах, и Хосода вспоминал, что, когда он об этом узнал, его охватил ужас за свою дальнейшую карьеру. Однако огромный успех фильма, который аудитория встречала овациями стоя, и поток желающих посмотреть который не иссякал 40 недель, заставил дистрибьютора расширить показ на более чем 100 кинотеатров и отправить фильм на международные кинофестивали. «Девочка, покорившая время» получила шесть премий Tokyo Anime Award, премию Японской академии за лучший анимационный фильм года, кинопремию «Майнити», премию за лучший анимационный фильм на Кинофестивале в Сиджесе, специальное упоминание на Фестивале в Анси и другие награды. Ясутака Цуцуи назвал это аниме «настоящим вторым поколением» своего романа; его хвалят за дизайн персонажей и монтаж, задники с сочной летней растительностью, юмор и инновационность.
Следующей работой режиссёра стала лента «Летние войны», вышедшая в 2009 году; это первый его фильм, сценарий к которому он написал сам. Хосода говорил, что на создание сценария его вдохновила женитьба: в момент свадьбы у него из живых родственников оставалась только мать, а у жены, напротив, была большая семья, с которой Хосода породнился и решил снять семейный фильм, частично ориентированный на международную аудиторию. Отвечая на вопросы журналистов относительно влияния ролика Louis Vuitton на внешний вид «Летних войн», режиссёр утверждает, что сам ролик уже заимствовал стиль из Digimon Adventure: Our War Game!. Хосода выбрал местом действия жаркую префектуру Нагано, откуда родом его жена, а прототипом матриарха Сакаэ стали его мать и бабушка. Это произведение необычно большим количеством действующих лиц, причём каждый персонаж обширного клана Дзинноути выписан как главный. Монтажёр Сигэру Нисияма, говоря о «Летних войнах», отметил характерный стиль режиссуры Хосоды: сперва он обрисовывает сцену долгим общим планом, а затем начинает частые монтажные склейки на сценах с большим количеством действия.
Релиз «Летних войн» на Blu-ray побил рекорд «Евангелион 1.11: Ты (не) один», кассовые сборы достигли 18 миллионов долларов. Фильм получил премию Японской академии за лучший анимационный фильм года, шесть премий Tokyo Anime Award, премию за лучший анимационный фильм в Сиджесе и награду министерства экономики Японии за лучшее новое медиа. На «Летние войны» также было множество положительных отзывов в Анси, Берлинском кинофестивале и Кинофестивале в Локарно. Особых похвал удостоились дизайн персонажей, плавность движений, инновационность, тон повествования и виртуозная режиссура.

### Независимость. Студия Chizu

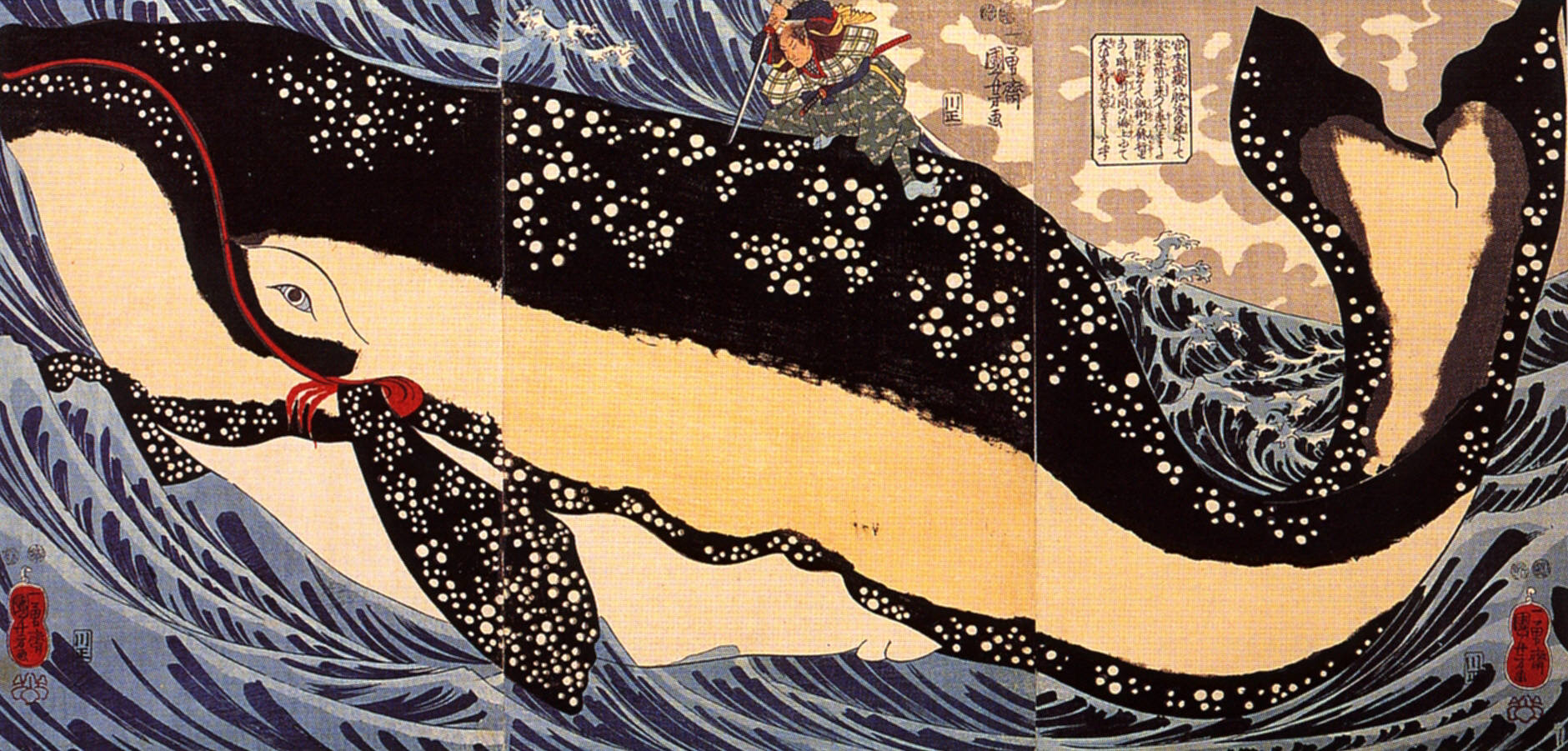
«Миямото Мусаси побеждает кита в Хиго», картина Утагавы Куниёси

Хосода очень хотел показать своей матери «Летние войны», однако она умерла за два месяца до окончания работ над фильмом. Юитиро Сайто вспоминал, что в разговоре о том, чем они будут заниматься после «Летних войн», он высказал опасения насчёт того, что следующий фильм может не стать таким же хитом, на что Хосода сказал, что это не важно, так как следующий фильм он посвятит своей матери; им стали «Волчьи дети Амэ и Юки», вышедшие в 2012 году. Сценарий снова написала Окудэра, и в этом фильме Хосода привычно стремился к высокому реализму: так, например, мать главных героев имеет небольшой гардероб и сама шьёт детям одежду, которую тщательно проектировал художник по костюмам Дайсукэ Ига.
Студия Madhouse в этот момент переживала финансовые трудности, и Хосода после обсуждения с Маруямой решил вместе с Юитиро Сайто создать собственную студию, изначальной целью которой было выпустить один фильм — «Волчьих детей». Название Chizu означает «карта» (яп. 地図 тидзу), а логотипом студии стало изображение летящей главной героини «Девочки, покорившей время».
«Волчьи дети» удостоились похвалы в анимационном сообществе, в частности, этим произведением вдохновлялся режиссёр «Тайны Келлс» Томм Мур, которому приходилось проверять, не повторяет ли он Хосоду в фильме «Легенда о волках». Фильм снова взял премию Японской академии за лучший анимационный фильм года, шесть премий Tokyo Anime Award, призы на фестивалях в Каталонии, Осло, Нью-Йорке и Амстердаме. На Rotten Tomatoes «Волчьи дети» получили 95 % положительных отзывов.
Успех «Волчьих детей» означал, что студия Chizu будет продолжать существовать. Хосода решил вернуться к теме взросления и менторства, он написал сюжет аниме «Ученик чудовища», вдохновляясь кино о якудза и вестернами, в особенности фильмом Куросавы «Телохранитель»; ему понравилась идея конкурирующих фракций. Сценарий создавался шесть месяцев, на создание мультипликации ушло одиннадцать. По сюжету главный герой, сирота Рэн, становится учеником антропоморфного монстра и попадает из Токио в мир чудовищ, Дзютэнгай. Визуальный стиль Дзютэнгая содержит элементы марокканской культуры, которые Хосода вместе с командой подбирали в Марракеше. Как мир людей, так и Дзютэнгай преимущественно скопированы с Сибуи. Во время дизайна Куматэцу, сверхъестественного наставника Рэна, директор анимации Такааки Ямасита и Хосода опирались на образ Кикутиё (Тосиро Мифунэ) в «Семи самураях» Куросавы. Для сцен с драками Хосода исследовал приёмы сумо, иайдо и других боевых искусств. Финальная битва Рэна с гигантским китом Итирохико вдохновлена Моби Диком, режиссёр называет Итирохико «символом человеческой страсти». Образ кита напоминает картину Утагавы Куниёси «Миямото Мусаси побеждает кита в Хиго».
Куматэцу и Рэн учатся друг у друга, но не становятся настолько близки, как в «Парне-каратисте», продолжая ругаться и спорить на протяжении всего фильма. Хосода говорил в интервью, что для него было важно показать, что взрослые люди могут продолжать расти как личности на протяжении всей жизни.
Мотивы съёмок «Ученика чудовища» Хосода объяснял так:

«…Я крайне озабочен серьёзной проблемой, которая стоит перед Японией. Я имею в виду старение населения из-за крайне низкого уровня рождаемости в наши дни. Наше общество меняется, поскольку детей появляется все меньше и меньше. Хотя „Ученик чудовища“ — не о „настоящей“ семье, а о группе, которая образуется вокруг Кюты и становится для него своего рода приёмной семьей, мне кажется очень важным говорить таким образом о нынешней роли семьи в социальном плане».
Следующим фильмом Хосоды стал «Мирай из будущего», вышедший в 2018 году. Когда у режиссёра родился второй ребёнок, дочь, которую назвали Мирай, он решил снять фильм о семье с двумя детьми. Одним из мотивов для создания фильма Хосода называет случай, когда его сын с утра рассказал ему о своём сне, в котором новорождённая сестра была уже взрослой; начав воображать, какой станет его дочь, Хосода постепенно придумал сюжет фильма. Главный герой, четырёхлетний Кун, недоволен рождением младшей сестры и убегает на улицу, где попадает в фантастические приключения: он встречает повзрослевшую сестру, своих родителей в детском возрасте, молодого пра-прадедушку, себя самого и жившую с ними собаку, превратившуюся в человека. Хосода приглашал в студию маленьких детей, чтобы понять, как изображать их достаточно достоверно, но в то же время миловидно, даже во время капризов. Для сцен с пра-прадедушкой режиссёр выбрал послевоенную Йокогаму, много экспериментировал вместе с аниматорами, чтобы добиться ностальгического ощущения от картинки, опираясь на фотографии того периода. Для музыки была выбрана другая тактика: композитор Масакацу Такаги рассказывал, что вместо музыки, соответствующей времени повествования, он писал саундтрек, пытаясь встать на место Куна, с его перспективы. Хосода уделил много внимания тому, чтобы не делать героев идеальными и показывать неприятные черты их характеров, так как считает привычку американских мультипликаторов избегать детских истерик морально неправильной.
«Мирай из будущего» снова получил прекрасные отзывы, 90-процентный рейтинг на Rotten Tomatoes, блестящие отзывы в The New York Times, The Daily Telegraph, пятую в своей карьере премию Японской академии за лучший анимационный фильм года, премию Энни и номинации на Оскар и Золотой глобус, фильм показывали на Каннском кинофестивале. Это привело к тому, что у Хосоды появилась огромная международная аудитория.

### Международное признание
Хосода давно хотел снять свою версию «Красавицы и чудовища», и успех «Мирай из будущего» позволил ему заняться «Красавицей и драконом». Источниками вдохновения он назвал фильм Жана Кокто и диснеевский мюзикл. В его фильме Белль (которую он назвал Судзу) предстаёт одинокой и замкнутой девушкой-подростком из маленького города: она более активна, чем в традиционной сказке, но не такая зрелая, как у Кокто, и не независимая интеллектуалка, как у Диснея. По сюжету фильма в мире работает VR-соцсеть, где Судзу стала ультрапопулярной исполнительницей по секрету от друзей.
На момент выхода этот фильм Хосоды включал наибольшее количество компьютерной анимации: эта техника использована для всех сцен, происходящих в VR-соцсети. Чтобы удостовериться в качестве картинки, режиссёр пригласил специалиста по компьютерной графике Ким Джина. Ким изучал костюмы и выступления Леди Гаги, Бейонсе, звёзд К-попа и оперной дивы Чо Суми, а для анимирования танцев приглашённый Хосодой Рё Хорибэ обратился к захвату движения настоящей танцовщицы. Внешний вид VR-соцсети поручили британскому архитектору Эрику Вонгу, который использовал образы печатных плат, Манхэттена, цвета закатов, рассветов и северного сияния во время работы. Пандемия COVID-19 не позволила команде отправиться в обычное для них разведывательное путешествие по реальным местам, и им пришлось довольствоваться фотографиями и видео, что Хосода счёл ироничным в контексте тематики произведения.
Для создания образа чудовища Хосода обратился к теме насилия над детьми, так как счёл, что обязан высказаться на эту тему как отец двоих детей. Он также обращал внимание на то, как изменился образ интернета: в 2000-х на него надеялись как на прекрасное будущее, однако к моменту работы над «Красавицей и драконом» эта идея уступила место восприятию интернета как среды, полной анонимного троллинга и намеренного вреда другим; тем не менее Хосода в интервью говорил, что верит в способность детей проложить дорогу в новый мир через интернет.
Премьера «Красавицы и дракона» состоялась в Каннах, зрители удостоили его 14-минутной овацией. Фильм получил множество восторженных рецензий, называвших его лучшим произведением Хосоды.
Следующая работа Хосоды — «Скарлет» — выйдет 21 ноября 2025 года в Японии и 12 декабря в США. Сюжет посвящён принцессе, которая мстит за смерть своего отца-короля и после неудавшейся попытки просыпается в «Стране мёртвых», переполненной безумием.

## Особенности творчества и взгляды

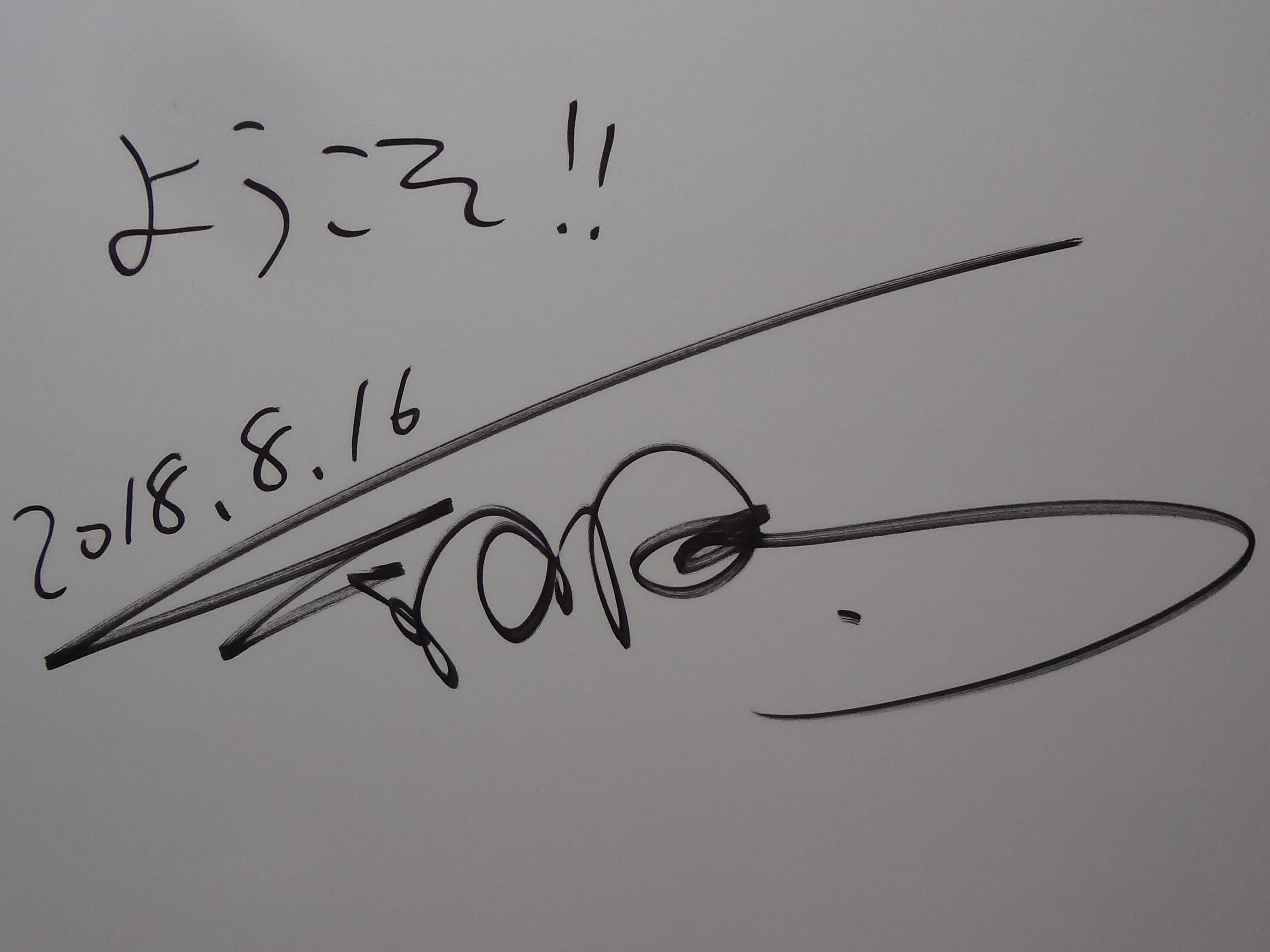
Автограф Хосоды с Comic Exhibition

Близкий друг и сотрудник Мамору Юитиро Сайто так говорит о главной теме творчества режиссёра:

«Персонаж, который бежит и прыгает в будущее, отражает жизненность главных персонажей всех фильмов Хосоды… Речь о тех, кто берёт жизненную инициативу в собственные руки. О тех, кто каждый день принимает свои собственные решения. Наш персонаж бежит в будущее, не боясь изменений. В свете всех новых возможностей, которые это самое будущее перед нами разворачивает, мы хотим с каждым фильмом, который мы выпускаем, отвечать на новые вызовы времени».
Мамору Хосода говорит о своём творчестве:

«Мне нравится идея использования протагонистов-женщин, так как большинство мужчин ориентированы на успех или провал своей карьеры, в то время как семья и воспитание детей играют бо́льшую роль в жизни женщин, это оставляет больше места для творчества».
В 2021 году во время премьеры нового фильма «Красавица и дракон» на Каннском кинофестивале Хосода высказался по поводу изображения женщин в аниме. С его точки зрения, в обществе их не воспринимают всерьёз: «Меня действительно раздражает то, как молодых женщин часто видят в японской анимации, считая их святыми, что не имеет ничего общего с тем, кем они являются на самом деле». Режиссёр также раскритиковал и основателя Studio Ghibli: «Не буду называть его имени, но есть великий мастер мультипликации, который всегда использует девушку в качестве своей героини. И, честно говоря, я думаю, что он делает это, потому что не верит в себя как в мужчину. Это почитание молодых женщин действительно беспокоит меня, и я не хочу быть его частью».
Режиссёр предпочитает рисованную анимацию, хотя признаёт, что некоторые визуальные эффекты возможны только в 3D-технологии. Тем не менее в его мультфильмах она практически не используется. В работах Хосоды заметно влияние фильмов Хаяо Миядзаки, но более сильны элементы реализма, социальные проблемы и пессимистические настроения. Своим прямым наставником в анимации режиссёр считает Сигэясу Ямаути (особенно подчёркивая принципиальный его отказ идти на компромиссы со студией). Большое влияние на творчество режиссёра оказало знакомство с двумя принципиально различными версиями сказки «Красавицы и чудовища», принадлежащими Уолту Диснею и Жану Кокто.
Хосода неоднократно говорил о том, что личный опыт играет большую роль в его творчестве.

Мои фильмы основаны на личном опыте. «Волчьи дети» появились после того, как моя мама умерла, и я писал сценарий, думая о том, как меня воспитывали. «Ученик чудовища» основан на моём отце и моём опыте отцовства. Я единственный ребёнок в семье, что редкость для моего поколения, из-за чего я был очень вдохновлён, когда мой сын встретился со своей сестрёнкой и стал старшим братом. Кун точно такой же, как мой сын в трёхлетнем возрасте.
Оригинальный текст (англ.)My films come from personal experiences. With Wolf Children, my mother had passed away; I wrote it thinking about how I was raised. The Boy and the Beast was based on my own father and fatherhood. I'm an only child, which is rare for my generation; that's why I was inspired when my son welcomed a baby sister and became an older brother. Kun is exactly like my son, who was three at the time.
— 
На протяжении карьеры Хосода обращался к темам об отважном юном герое и звере-наставнике, прошлом, будущем, взрослении и семье. В работах заметны магический реализм и противостояние миров. В ленте «Красавица и дракон» рассматриваются образы Красавицы и Чудовища, а также проблемы Всемирной сети, наполненной травлей, ненавистью и сплетнями: «И хотя Интернет в реальной жизни сейчас полон троллей и клеветы и в каком-то смысле показывает некоторые из худших сторон человечества, я надеюсь, что молодые люди смогут изменить это и сделать его лучше». Подростки более динамичны, чем статичные взрослые, уже выбравшие свой путь в жизни. У них есть возможности, которые стоят перед человечеством. Старшие говорят: «Мир — опасное место!». «Я хочу встать с молодёжью и сказать: „Наслаждайтесь, будьте свободны и не волнуйтесь“». Кроме того, женские персонажи в индустрии аниме часто изображаются через призму вожделения, ведущего к сексуальной эксплуатации, а свобода самовыражения игнорируется. Поэтому Белль стремится к саморазвитию. Режиссёр заметил, что на размышления о будущем его вдохновила 5-летняя дочь, которая неизбежно столкнётся с виртуальным миром, когда подрастёт. Определённое влияние оказали компьютерные игры: Хосода проходил Virtua Fighter, а жена и дети — Fortnite и Animal Crossing. Несмотря на то, что социальные сети создали отдельный мир, где живут многие люди, он прекратил регулярные записи в «Твиттере» и предпочёл сосредоточиться на новых проектах. Также на фоне роста домашнего насилия в период пандемии COVID-19 важно было не уклоняться от показа жестокого обращения с детьми — табу в анимации. Мамору Осии в интервью 2021 года сказал, что Хосода, как Хидэаки Анно и Макото Синкай, создаёт фильмы без фундаментальной мотивации, где нет главной темы.
Наиболее сомнительная составляющая — тотальная компьютеризация. Настоящие суперзвёзды, исполняющие песни для миллионов поклонников, зарабатывают деньги. Виртуальный мир удручающе тесен, откровенно неуютен и полностью унифицирован. Это указывает на японские мегаполисы с их нехваткой места и умелым использованием каждого квадратного сантиметра. В реальности особых достижений у героев нет и даже не предвидится. В результате непонятно, чем отличается бесконечный поиск «вторым я второго ты» от бессмысленного пребывания в социальных сетях и непрерывного добавления в «друзья» тех, кого, скорее всего, никогда не увидеть. «Зависание» в блогах только усиливает комплексы и одиночество. Вместо заветного аленького цветочка Судзу получает лишь случайно всплывающие окна пяти миллиардов пользователей. С чем автор согласен: «Часто можно услышать, что люди ещё никогда не были так одиноки, как сейчас, когда Интернет дал человечеству почти неограниченные возможности для коммуникации. В этом есть доля правды, конечно. Думаю, каждый из нас в той или иной степени чувствует подобное одиночество именно из-за коммуникационного перегруза, который провоцирует Интернет. Так что здесь тоже можно говорить о теме двойственности. Интернет — всего лишь инструмент, и он может как помочь тебе, так и навредить. Эти миры так сильно отличаются друг от друга, потому что Япония — страна контрастов. Мне было важно показать суровую реальность, в которой старая Япония деревень и сёл постепенно вымирает, потому что молодые хотят жить в городах. А в мегаполисах людям приходится выживать, но не всем это удаётся. Из‑за этого население Японии уменьшается».
Хосода рекомендует посмотреть 5 аниме: сериалы Akage no Anne и Mobile Suit Gundam, фильмы Ace wo Nerae!, Galaxy Express 999 и «Замок Калиостро». Несмотря на принятие в Каннах «Мирай из будущего» и «Красавицы и дракона», многие люди до сих пор относятся к аниме критически и не одобряют его участие в фестивале, поэтому задача режиссёра — изменить общественное мнение.

## Фильмография
| Год       |    | Русское название                           | Оригинальное название                         | Роль                                                                          |
| --------- | -- | ------------------------------------------ | --------------------------------------------- | ----------------------------------------------------------------------------- |
| 1997      | мс | Юная революционерка Утэна                  | 少女革命ウテナ                                | сценарист 29 серии                                                            |
| 1999      | мф | Digimon Adventure                          | デジモンアドベンチャー                        | режиссёр                                                                      |
| 1999      | мс | Digimon Adventure                          | デジモンアドベンチャー                        | режиссёр 21 серии                                                             |
| 2000      | мф | Digimon Adventure: Bokura no War Game!     | デジモンアドベンチャー: ぼくらのウォーゲーム! | режиссёр                                                                      |
| 2003      | мф | Superflat Monogram                         | SUPERFLAT MONOGRAM                            | режиссёр                                                                      |
| 2004      | мс | One Piece. Большой куш                     | ONE PIECE                                     | режиссёр 199 серии                                                            |
| 2004—2005 | мс | Самурай Чамплу                             | サムライチャンプルー                          | режиссёр открывающей заставки; в титрах указан под псевдонимом Кацуё Хасимото |
| 2005      | мф | Большой куш: Барон Омацури и тайный остров | ONE PIECE THE MOVIE オマツリ男爵と秘密の島    | режиссёр                                                                      |
| 2006      | мф | Девочка, покорившая время                  | 時をかける少女                                | режиссёр                                                                      |
| 2009      | мф | Летние войны                               | サマーウォーズ                                | режиссёр, сценарист                                                           |
| 2012      | мф | Волчьи дети Амэ и Юки                      | おおかみこどもの雨と雪                        | режиссёр, сценарист                                                           |
| 2015      | мф | Ученик чудовища                            | バケモノの子                                  | режиссёр, сценарист                                                           |
| 2018      | мф | Мирай из будущего                          | 未来のミライ                                  | режиссёр, сценарист                                                           |
| 2021      | мф | Красавица и дракон                         | 竜とそばかすの姫                              | режиссёр, сценарист                                                           |
| 2025      | мф | Scarlet                                    | 果てしなきスカーレット                        | режиссёр, сценарист                                                           |

### Комментарии
1. ↑  Над Rurouni Kenshin: Tsuioku Hen Хосода работал под псевдонимом, записав своё имя другими иероглифами[8]
2. ↑  Миямото Мусаси ва Хиго но сан ни ситэ (яп. 宮本武藏ハ肥後の産にして)
3. ↑  Хорибэ Рё (яп. 堀部亮)

### Сноски
1. ↑  Mamoru Hosoda // BD Gest' (фр.)
2. ↑  細田守 // Internet Speculative Fiction Database (англ.) — 1995.
3. ↑  Mamoru Hosoda to Receive the First Locarno Kids Award. Дата обращения: 3 августа 2021. Архивировано 31 мая 2022 года.
4. 1 2 3 4  Solomon, 2021, p. 221.
5. ↑  Мамору Хосода хотел стать вторым Миядзаки, а стал самим собой Архивная копия от 30 сентября 2021 на Wayback Machine — Мир фантастики и фэнтези
6. 1 2 3  Solomon, 2021, p. 9.
7. 1 2 3  Solomon, 2021, p. 10.
8. 1 2 3 4 5  Solomon, 2021, p. 11.
9. ↑  Solomon, 2021, p. 11—12.
10. 1 2 3 4  Solomon, 2021, p. 12.
11. ↑  Solomon, 2021, p. 13—14.
12. 1 2  Solomon, 2021, p. 15.
13. 1 2 3 4  Solomon, 2021, p. 105.
14. ↑  Solomon, 2021, p. 15—16.
15. 1 2 3  Solomon, 2021, p. 16.
16. ↑  Solomon, 2021, p. 24, 26, 33.
17. ↑  Solomon, 2021, p. 34.
18. ↑  Solomon, 2021, p. 34, 36.
19. ↑  Solomon, 2021, p. 26, 36.
20. 1 2 3  Solomon, 2021, p. 36.
21. ↑  Solomon, 2021, p. 26, 28, 33, 36.
22. 1 2 3  Solomon, 2021, p. 54.
23. ↑  Solomon, 2021, p. 57.
24. ↑  Solomon, 2021, p. 57, 60.
25. ↑  Solomon, 2021, p. 67.
26. ↑  Solomon, 2021, p. 68.
27. ↑  Summer Wars (англ.). Box Office Mojo. Дата обращения: 25 июня 2023. Архивировано 3 февраля 2023 года.
28. ↑  Solomon, 2021, p. 69.
29. 1 2  Solomon, 2021, p. 75.
30. ↑  Solomon, 2021, p. 106, 112.
31. ↑  Solomon, 2021, p. 49, 105.
32. ↑  Solomon, 2021, p. 122.
33. 1 2  Solomon, 2021, p. 127.
34. 1 2  Solomon, 2021, p. 136.
35. 1 2 3  Интервью с Мамору Хосодой. Оргкомитет J-FEST 2016
36. ↑  Solomon, 2021, p. 137.
37. 1 2  Solomon, 2021, p. 139.
38. ↑  Solomon, 2021, p. 146.
39. ↑  Solomon, 2021, p. 166.
40. ↑  Solomon, 2021, p. 143.
41. ↑  Solomon, 2021, p. 149.
42. 1 2 3  Solomon, 2021, p. 176.
43. ↑  Solomon, 2021, p. 178—179.
44. ↑  Solomon, 2021, p. 191, 193.
45. ↑  Solomon, 2021, p. 187.
46. ↑  Solomon, 2021, p. 179.
47. ↑  Solomon, 2021, p. 193—194.
48. ↑  Solomon, 2021, p. 194, 201.
49. 1 2 3 4  Solomon, 2021, p. 223.
50. ↑  Solomon, 2021, p. 227.
51. ↑  Solomon, 2021, p. 234—236.
52. ↑  Solomon, 2021, p. 237.
53. ↑  Solomon, 2021, p. 232.
54. ↑  Solomon, 2021, p. 236—237.
55. ↑  Solomon, 2021, p. 241.
56. ↑  Solomon, 2021, p. 242—243.
57. ↑  Tai, Anita. Mamoru Hosoda's Scarlet Anime Film Unveils November 21 Opening in Japan, December 12 in U.S. in Teaser (англ.). Anime News Network (28 апреля 2025). Дата обращения: 1 мая 2025.
58. ↑  Интервью с Юитиро Сайто. Оргкомитет J-FEST 2016
59. ↑  Interview: Mamoru Hosoda, Director of Wolf Children by Chih-Chieh Chang, Jul 15th 2013. Anime News Network. Дата обращения: 9 ноября 2015. Архивировано 16 сентября 2016 года.
60. ↑  Hosoda: 'Japanese anime has problem with women and girls' (англ.). Франс-Пресс (15 июля 2021). Дата обращения: 20 июля 2021. Архивировано 18 июля 2021 года.
61. ↑  Mamoru Hosoda: 'Japanese anime has problem with women and girls'
62. ↑  Mamoru Hosoda called out Hayao Miyazaki, but was it deserved?
63. ↑  Юлия Лялина. Кто станет новым Миядзаки? «Мир фантастики» (25 августа 2016). Дата обращения: 20 августа 2021. Архивировано 28 сентября 2021 года.
64. ↑  Дарья Беленкова. Мамору Хосода хотел стать вторым Миядзаки, а стал самим собой. «Мир фантастики» (5 октября 2018). Дата обращения: 20 августа 2021. Архивировано 30 сентября 2021 года.
65. ↑  In ‘Belle,’ Hosoda tells new Net tale, this time tackling bullying (англ.). «Асахи симбун» (18 августа 2021). Дата обращения: 30 августа 2021. Архивировано 30 августа 2021 года.
66. ↑  Kalai Chik. BELLE Director Mamoru Hosoda at the Animation is Film Festival (англ.). Anime News Network (27 октября 2021). Дата обращения: 4 ноября 2021. Архивировано 9 июля 2022 года.
67. ↑  Kambole Campbell. Mamoru Hosoda: ‘When it comes to the internet, reality has overtaken fiction’ (англ.). Little White Lies (2 февраля 2022). Дата обращения: 3 февраля 2022. Архивировано 3 февраля 2022 года.
68. ↑  Ефим Гугнин. «Интернет уже никуда не денется»: интервью с Мамору Хосода, режиссёром «Красавицы и дракона» и «Девочки, покорившей время». Film.ru (30 марта 2022). Дата обращения: 31 марта 2022. Архивировано 31 марта 2022 года.
69. ↑  David Hughes. Mamoru Hosoda interview: ‘I’m fed up with the internet being shown as this dystopian place’ (англ.). Time Out (22 июня 2022). Дата обращения: 24 июня 2022. Архивировано 24 июня 2022 года.
70. ↑  Michelle Ye Hee Lee, Julia Mio Inuma. In Japan's anime universe, ‘Belle’ seeks to rewrite script on female power (англ.). The Washington Post (18 сентября 2021). Дата обращения: 27 сентября 2021. Архивировано 22 сентября 2021 года.
71. ↑  Jade King. Mamoru Hosoda On Belle, Grief, Female Heroes, And Finding Hope In The Online World (англ.). TheGamer (5 февраля 2022). Дата обращения: 6 февраля 2022. Архивировано 6 февраля 2022 года.
72. ↑  Carlos Aguilar. How ‘Belle’ offers a rare focus on the positive side of living life online (англ.). Los Angeles Times (15 января 2022). Дата обращения: 17 января 2022. Архивировано 17 января 2022 года.
73. ↑  Palmer Haasch. 'Belle' director Mamoru Hosoda doesn't think issues like child abuse should be 'taboo' in animation (англ.). Insider Inc. (22 января 2022). Дата обращения: 25 января 2022. Архивировано 30 августа 2022 года.
74. ↑  Mamoru Oshii: «Hideaki Anno is More of a Producer Than a Director These Days». Дата обращения: 20 августа 2021. Архивировано 6 мая 2021 года.
75. ↑  Brittany Vincent. Belle Review (англ.). IGN (14 января 2022). Дата обращения: 14 апреля 2022. Архивировано 14 апреля 2022 года.
76. ↑  Денис Ступников. Рецензия на фильм «Красавица и дракон»: Это моё второе «я» ищет твоё второе «ты». InterMedia (10 апреля 2022). Дата обращения: 11 апреля 2022. Архивировано 10 апреля 2022 года.
77. ↑  Денис Рузаев. «Люди еще никогда не были так одиноки». В прокате — покоривший Канны и Японию главный аниме-хит года. Кто его снял? Lenta.ru (13 апреля 2022). Дата обращения: 14 апреля 2022. Архивировано 14 апреля 2022 года.
78. ↑  Дмитрий Елагин. «Красавица и дракон»: аниме-классик Мамору Хосода — о связи реальной жизни и онлайн-сказки. Афиша Daily (13 апреля 2022). Дата обращения: 14 апреля 2022. Архивировано 14 апреля 2022 года.
79. ↑  細田守監督が『ガンダム』のビニールシートを観て感じたリアリティとは？ 『竜とそばかすの姫』『時をかける少女』にも影響を与えた「今、絶対に観てほしい5つのアニメ」を紹介！『世界一受けたい授業』番組レポート. Дата обращения: 20 августа 2021. Архивировано 16 августа 2021 года.
80. ↑  Marco Patrizi. Belle: intervista al regista Mamoru Hosoda (итал.). Tom’s Hardware (16 марта 2022). Дата обращения: 16 марта 2022. Архивировано 6 апреля 2022 года.
81. ↑  ‘Belle’ Director Mamoru Hosoda’s Princess Tale ‘Scarlet’ Lands at Sony (англ.). Variety (22 декабря 2024). Дата обращения: 23 декабря 2024.